# E̊
Cette page contient des caractères spéciaux ou non latins. S’ils s’affichent mal (▯, ?, etc.), consultez la page d’aide Unicode.
E̊ (minuscule : e̊), appelé E rond en chef, est une lettre utilisée dans l’écriture du cheyenne, du moyen bas allemand, du picard et du wallon.
Elle est formée de la lettre E diacritée d’un rond en chef.

## Utilisation
En cheyenne, le E rond en chef ‹ e̊ › représente la voyelle mi-fermée antérieure non arrondie [e] sourde ou non voisée, c’est-à-dire sans vibration des cordes vocales, [e̥].
En picard et wallon, le E rond en chef ‹ e̊ › représente la voyelle moyenne centrale [ə]. 
Wilhelm Spitta utilise ‹ e̊ › dans sa grammaire d’arabe égyptien pour transcrire une voyelle moyenne centrale ou une semi-voyelle,.

## Représentations informatiques
Le E rond en chef peut être représente avec les caractères Unicode suivants :
- décomposé (latin de base, diacritiques) :

| formes    | représentations | chaînes de caractères | points de code | descriptions                                       |
| --------- | --------------- | --------------------- | -------------- | -------------------------------------------------- |
| majuscule | E̊               | E◌̊                    | U+0045 U+030A  | lettre majuscule latine e diacritique rond en chef |
| minuscule | e̊               | e◌̊                    | U+0065 U+030A  | lettre minuscule latine e diacritique rond en chef |